# Nörd-Koltjärnen
Nörd-Koltjärnen är en sjö i Sollefteå kommun i Ångermanland och ingår i Ångermanälvens huvudavrinningsområde. Sjön har en area på 0,0662 kvadratkilometer och ligger 304 meter över havet.

## Delavrinningsområde
Nörd-Koltjärnen ingår i det delavrinningsområde (703280-156578) som SMHI kallar för Ovan Tjålmsjöån. Medelhöjden är 270 meter över havet och ytan är 25,85 kvadratkilometer. Räknas de 5 avrinningsområdena uppströms in blir den ackumulerade arean 52,77 kvadratkilometer. Mångmanån som avvattnar avrinningsområdet har biflödesordning 2, vilket innebär att vattnet flödar genom totalt 2 vattendrag innan det når havet efter 74 kilometer. Avrinningsområdet består mestadels av skog (95 procent). Avrinningsområdet har 0,16 kvadratkilometer vattenytor vilket ger det en sjöprocent på 0,6 procent.